# 肉体の門 (テレビドラマ)
『肉体の門』（にくたいのもん）は、テレビ朝日系列で、2008年12月27日の21:00 - 23:21（JST）に放送された年末テレビドラマである。視聴率11.3%（関東地区、ビデオリサーチ調べ）。

## 概要
- 昭和21年、GIに母を殺され、体を売ることになったパンパンのせん。有楽町のガード下で男を誘うが、せんは他のパンパンのようにスカートを履かず、いつもすらりとした長身に似合うズボン姿だった。それは逆に男の興味をそそるものだった。せんは仲間のパンパンと一緒にGIから身を隠すように廃墟で暮らしていた。『いつか金が貯まったらここでダンスホールを開く』、それがせんたちの願いだった。「アメリカ占領軍の兵士・GIとは決して寝ない」「金をもらわずに男と寝ない」これが彼女たちの掟。パンパン狩りや闇社会の男たちとも果敢に戦う仲間の結束は固い。戦後間もない日本を春を売ることで、より女性らしく、しかし男以上にたくましく生きた娼婦たちの生き方を描く。
- 観月ありさは2007年の『吉原炎上』に続き、2回目のテレビ朝日系列年末スペシャルドラマの主演作となる。監督の猪原達三は『吉原炎上』の監督であった。本作も『吉原炎上』と同じく、映画版『肉体の門』の目玉であった豪華女優によるヌードシーンの競演はない。
- 本作は同名の原作小説のテーマである「肉体の開放」ではなく「母性」をテーマに製作された。物語も、せんがかつて新太郎に処女をささげたエピソードや新太郎が不発弾の信管を抜き死亡し、ビルが炎上するエピソードなどが描かれておらず、せんがGIに乱暴されたエピソードも元は加世のエピソードであるなど、1988年の映画版と比較するとかなり変更されている。
- 1948年、1964年（同名作品と『女体』の2作）、1977年、1988年と計5回映画化されているが、テレビドラマ化は本作が初である。

## あらすじ
昭和21年夏、誰もが生きるのに必死だった時代、生きるために自らの春を売りパンパンと呼ばれた女たちがいた。浅田せんたち6名は家族のように仲が良いパンパングループ。「決してGIと寝ないこと」「金をもらわず男と寝ない」を約束に有楽町の廃墟ビルで共同生活をしていた。女たちは体を売った金を貯めて、ここにダンスホールを開くことが夢であった。せんをかばって傷ついた特攻あがりの新太郎をせんたちは匿う。新太郎の出現によりグループの中に波紋が起きる。その頃、町子と名乗るおとなしそうな未亡人が生活苦のためせんたちの仲間に入るが、町子が男と逢引している姿を美乃と千恵が目撃。結束が深かったせんたちのグループはばらばらになってしまう。せんは仲間に秘密でGIが出入りする場に行き、母を殺したGIを探そうとする。ところが縄張りを荒らされたと洋パングループのリーダーである加代とせんは決闘になるが、加代は決闘で怯まなかったせんが探すGI探しを手伝う。しかし、せんは裏社会を仕切る馬淵の元へ乗り込まねばならず…。

## キャスト
浅田せん（あさだ せん）：観月ありさ
医師の娘。終戦後1ヶ月、家に押し入ったGIに乱暴され母を殺された。いつもズボンを履いている鉄火肌のパンパン。その性格は仲間から一目置かれる存在。やがて仲間に隠れて母を殺したGIのジミーをこっそりと探す。新太郎から馬淵と秦野が行う旧陸軍物資の横流しを知らされる。
お六（おろく）：田中美里
パンパングループのリーダー。戦前に両親から遊郭に売られた。人を信じないが、せんにだけは心を許す。新太郎を異常に嫌っていたが、新太郎とマヤを庇い秦野に撃たれた傷が原因で死亡。
マヤ（まや）：国分佐智子
元従軍慰安婦、兄をボルネオの戦地で失った。勝気で負けず嫌いな性格で、せんが一目置かれているのが内心面白くない。新太郎に戦死した兄の面影を重ねながら恋するように。新太郎と共に仲間を抜けるが、金がつきると仲間に舞い戻る。後に美乃と共に更生施設へ行く。
美乃（みの）：雛形あきこ
元従軍慰安婦、あっけらかんとした性格で皆のムードメーカー的存在。おっぱいが自慢。町子が帰還した夫の元に戻ると普通の主婦に憧れるように。マヤと共に更生施設へ行く。
千恵（ちえ）：山田まりや
戦災孤児。パンパン仲間の中で一番年下。素直で明るく皆から可愛がられている。かつて恋愛したGIとの子を妊娠、女児を出産後間もなく息を引き取る。
菊間町子（きくま まちこ）：三浦理恵子
戦地から夫が戻らないので姑との生活のためにせんたちの仲間に入る。一見、おっとりとした愛らしい女性だが魔性の持ち主。ところが「男と金をもらわずに寝ない」というグループの掟を破りお六たちからリンチにあう。ガード下で客を引いていると偶然夫と再会、そのまま家に戻る。
浅田敦子（あさだ あつこ）：かとうかず子
せんの母。首元に青い鷲の刺青をしたGIに強姦され殺害された。
馬淵泰三（まぶち たいぞう）：竜雷太
元陸軍参謀。戦犯容疑を逃れるためにGHQと組み、裏社会を自分のものにしようと企んでいる。旧陸軍の物資を横流ししていることをせんから追及される。
秦野三郎（はたの ろくろう）：六平直政
秦野組組長。闇市を仕切っている。せんたちがねぐらにしている廃墟ビルも狙っている。
伊吹新太郎（いぶき しんたろう）：中村獅童
特攻の生き残り、MPに追われている狼のような目をした男。せんを庇い負傷し、しばらくせんたちの廃墟ビルに住みつくが、それが原因で女たちの運命が変わって行く。川で水死していたが、口の中に闇取引に関連する住所のメモを隠していた。
加代（かよ）：遠野凪子
洋パングループのリーダー。初めは縄張りを荒らすせんにライバル心を燃やすが、決闘で怯むことがなかったせんの生き方に興味を持つようになり、ジミー探しの手助けをする。野心家でせんを事業に誘うが、後に渡米する。
昭太（しょうた）：武井証
せんを慕っている浮浪児。闇市でせんに助けられ、仲間の浮浪児がいなくなるとせんたちと暮らし始める。
ジミー・アンダーソン：アルバート・スミス
せんの母を殺したGI、首元に青い鷲の刺青がある。ヒロポン中毒になり馬淵に捕らえられていたが馬淵に射殺される。
菊間：西村和彦
町子の夫。偶然数寄屋橋下で客を引く町子と出会い、一緒に家に戻る。
数寄屋橋署・警察の人たち
宇佐美浩（うさみ ひろし）：内藤剛志
敦子殺害の際にせんを担当した刑事。GHQの言いなりになっている警察に嫌気が差している。影からせんたちを応援している。
数寄屋橋署署長：石丸謙二郎
佐々木刑事：蟹江一平

闇市の人たち
安井：池田政典
秦野組の若い衆。せんたちにからかわれる。
組長A：長江英和
組長B：杉山幸晴
よし江：石井トミコ （*1964年の鈴木清順監督の映画版では、お六を演じている）
定食屋の山岸：若林哲行
鰯売りの男：でんでん
安宿の男：柴田善行
じいさんの闇屋：小池榮
闇屋：藤坂有希

加代の仲間
洋子：山口佳奈子

その他の出演者
- 窪田弘和
- 大家敬典
- 木谷邦臣
- ポール・サリー
- マシューカモディ
- エイモン・ヴォルターズ
- ジェームズ・カン
- 亜呂奈

- アシュレー・ジョーンズ
- 田井克幸
- 柴田裕司
- 細川純一
- 西山清孝
- 堀田貴裕
- 石川栄二

- 鎌森良平
- 入江毅
- アーロン・ペンヤ
- 山田夏輝
- 横田太一
- 多田達矢
- グループ・エコー

ナレーション：有馬稲子

## スタッフ
- 原作：田村泰次郎「肉体の門」
- 脚本：難波江由紀子
- 音楽：西村由紀江
- ミュージック・スーパーバイザー：住友紀人
- 監督：猪原達三
- プロデューサー：田中芳之（テレビ朝日）、島田薫（東映）
- 撮影:田中勇二(JSC)
- 美術:松宮敏之
- 照明:沢田敏夫
- 録音:立石良二
- 編集:米田武朗(JSE)
- 助監督:平田博志
- VE:横山丈浩
- 記録:山下千鶴
- 整音:和田秀明
- 音響効果:竹本洋二
- VTR編集:奥村祐介
- VFX:北昌規
- 持道具:井上充
- 小道具:高津商会
- 背景・塗装:池端松夫
- 建具:松田智彰
- 衣装:古賀博隆
- 美粧:野村佳代
- メイク:持丸あかね（観月ありさ担当）、石井薫子（田中美里担当）
- 結髪:山田真佐子
- かつら:山田かつら
- 美粧・結髪:東和美粧
- 擬斗:中村健人（JAE）
- 劇用車:藤村竜治、光永裕規
- スチール:鈴木千賀
- 製作管理:安達勉
- 演技事務:須賀章
- 進行主任:尾崎隆夫
- 編成:稲垣けんじ、西勇哉（テレビ朝日）
- 宣伝:豊島晶子、西尾浩太郎（テレビ朝日）
- ホームページ:辰口孝志（テレビ朝日）
- ロケ協力:滋賀ロケーションオフィス、京都市、京都市美術館、京都市上下水道局（山ノ内浄水場、疏水事務所）、西日本旅客鉄道、JR西日本ロケーションサービス
- 協力：東映太秦映画村、東映京都撮影所、東映俳優養成所、アメリカ国立公文書館、岸本乗馬センター、キルアフィルム、Motor/lieZ、ショーカープロオノ
- 製作：テレビ朝日、東映